# Маргус Тсахкна
Маргус Тсахкна, Маргус Цахкна (13 квітня 1977 , Тарту ) — естонський державний діяч. Міністр закордонних справ Естонії з 17 квітня 2023 року. Один із лідерів ліберальної партії Естонія 200, колишній лідер консервативної партії Вітчизна. В різні роки обіймав посади міністра оборони та соціального захисту.

## Раннє життя та освіта
Тсахкна народився в Тарту, Естонія. Після закінчення середньої школи в Тарту, вивчав теологію та право в Тартуському університеті з 1996 до 2002 рік. З 1999 до 2000 рік вивчав міжнародне право в Торонтському університеті.

## Політична кар'єра
Тсахкна представник нової, ліберальної партії Естонія 200, яка на цих виборах вперше пройшла у парламент. До вступу у цю політсилу він від початку політичної кар'єри був у партії Вітчизна, яку очолював з 2015 до 2017 рік, очолював міністерство оборони за уряду Юрі Ратаса та міністерство соцзахисту в другому уряді Тааві Рийваса.
Вже після початку політичної кар'єри, у 2009 році, Тсахкна брав участь у пісенному конкурсі на естонському телебаченні та виграв 2-ге місце.
У 2023 році, партія Естонія 200 сформувала уряд на чолі з Каєю Каллас. Тсахкна отримав посаду міністра закордонних справ.

## Особисте життя
Тсахкна одружений та має чотирьох дітей, володіє естонською, англійською та російською мовами.